# جمعية تيديس الأثرية
جمعية تيديس الأثرية، وهي جمعية تأسست في 3 مارس 2004 وهي ذات طابع ثقافي، شاركت في عدة نشاطات تحسيسية حول أهمية المواقع الأثرية ببلدية بني حميدان.

## نبذة
كمت ساهمت في تنشيظ الأمسيات الشعرية التي نظمت بمناسبة الاحتفال بالمولد النبوي يوم 5 أبريل 2005.وظلت جمعية تيديس تعج بالنشاط حيث أشرفت على عدة نشاطات وتظاهرات ثقافية خاصة في ربيع الطفل لسنة 2007 وشهر الثرات كما أقامت عدة معارض من بينها المعرض الذي أقيم في جامعة منتوري قسنطينة والذي عرف بالمدينة الأثرية تيديس وقد حركت هذه الجمعية السلطات المحلية وشدت انتباههم حيث استفادت المنطقة الأثرية من مشروع ضخم لتطويرها هو قيد التجسيد.
للتذكير، تحول اسم الجمعية اليوم إلى جمعية تيديس للأثار والسياحة، لتربط بين النشاط الأثري والتاريخي والتنشيط السياحي